# 高乃麗
高乃麗（日语：／ Takano Urara，1961年8月16日—），日本配音員、旁白。出身於千葉縣東金市。身高158cm。B型血。
本名和舊藝名。歌手桐江杏奈為其女兒。
文學座演劇研究所出身。以前所屬的經紀公司是賢Production，現在是remax所屬。

## 來歷、人物
高乃麗是家中的老么，上面有一個大自己13歲的哥哥和大自己9歲的姊姊，由於年齡相差一截，自己幾乎是以獨生女被養大。還有，高乃在附近的孩子裡是年紀最大的，因此曾經當過孩子王。母親是音樂教師，家裡有開設鋼琴教室，因此高乃是從小就開始學鋼琴，小學到中學時期是合唱社團所屬。除了參加合唱團之外，其它參加的社團還有田徑、籃球、笛鼓隊、落語研究會等等。高中時期加入過劍道、籃球、民謠音樂等社團。
從小學3年級開始，高乃因決定要當作家，因此她寫的作文當時在縣內得到很好的評價，並在小學5年級開始到國中3年級這5年間，被作為千葉縣全國綜合學測的考題使用。還有，高乃從小就有想當歌手的夢想，因此在小學3年級時候曾經報名參加當時很受歡迎的歌星選拔節目《明星誕生！》（日本電視台綜藝節目）。
高乃從小在哥哥的影響下，開始訂閱兒童的英文報紙，並進行英語交流。國中2年級的時候，由於看到英語報紙上刊登的廣告，因此她曾經一個人前往美國體驗1個月的寄宿家庭生活。稍早在搭飛機之前，因為她在機場不小心走跟自己要搭班機的相反方向走，幸好在空服人員的帶路下，才找到要搭的飛航班機。經歷過這些逸事之後，高乃說「這件事在我的時候小大大改變了我的人生」。高中3年的時候，轉學進入澳洲的高中學院，也曾上過短期大學。
從事聲優以前，高乃原本的志向是當演員，因此在回國之後選擇進入美術大學學習。但因為參加劇團四季團員徵選合格而放棄了大學生活，此時她開始以演員為目標。然而考進劇團四季看了他們的表演之後才突然覺得自己不適合，於是加入第一天馬上就退團了。之後她參加文學座的考試合格，所屬一年之後在成為正式團員的測驗中落選，從此之後有1年的時間過著OL的生活。後來，她因為對芝居產生熱情，而選擇加入從事芝居的劇團「鹿松芝居（MODE的前身）」。1984年，高乃受到聲優野村道子開設的講座影響下，發現到配音的樂趣才成為聲優。而高乃參加講座的當時剛好是賢Production事務所剛成立正在招募新人聲優的時期。
加入賢Production滿2年之後。1986年，高乃以電視動畫《加油！吉塔斯》為主要角色大高守配音成為她的第一份聲優工作。從此之後，高乃她多次聲演過像是《爆走兄弟》內的鷹羽龍、《戰鬥陀螺》的火渡凱等多位少年角色。
曾以爵士歌手的活動發表過《通往天堂的階梯》等單曲CD。
2012年起，高乃與長年一起在《櫻花大戰》系列合作的田中真弓、伊倉一惠及作曲家竹田繪理共4人組成演劇組合「Kounenki-zu」，同時另外與折笠愛組成雙人話劇組合「月島藍調」。

## 演出
粗體字表示主要角色。

### 電視動畫
1986年
- 加油！吉塔斯（大高守[9]）

1987年
- 橙路（太妹）
- 十五少年漂流記 眼中的少年（杜諾邦）
- 相聚一刻

1988年
- 美味大挑戰（富井仁）

1989年
- 機動警察（大嬸）
- 森林王子 少年毛克利（毛克利）
- 麵包超人（垃圾獸）
- 小公子西迪[注 1]

1990年
- 麵包超人（刨冰妹妹）
- 魔神英雄傳2（海火子）
- 夠了！阿太郎 (1990年版)（日语：もーれつア太郎）
- 亂馬½ 熱鬥篇

1991年
- 動畫秘密花園（吉姆）
- 淘氣的雙胞胎 克萊爾學院物語（日语：おちゃめなふたご クレア学院物語）（喬恩）
- 猜拳人（ドッチのドン）
- 少年阿貝（日语：少年アシベ）（小池、不良少年）
- 絕對無敵雷神王（山口實）
- 麵包超人（ガマンぼうや）
- 快樂的嚕嚕米一家（芙蘿拉）
- 21衛門（莫可拉）
- 我與我 兩個綠蒂（安妮）

1992年
- 卡利麥羅 (1992年版)（彼得的媽媽）
- 蠟筆小新（阿武的母親）
- 少年阿貝2（スガオ、坂田兄、的媽媽、小池）
- 麵包超人（忍者的喵者〈第2代〉）
- 超電動機械人 鐵人28號FX（迦姆）
- 勇者傳說達鋼（楊察爾王子）
- 丹丹的生活日記（狸貓君）
- 超時空保姆（山口大介）
- 幽☆遊☆白書（佐藤快晴）

1993年
- 蠟筆小新（羽毛山醫院的小兒科護士）
- 疾風無敵銀堡壘（廣）
- 麵包超人（そよかぜくん）
- 歡樂的楊柳鎮（拉提）
- 忍者亂太郎（池田三郎次〈初代〉）
- 熱血最強哥修羅（峯崎拳一、田邊久美子）

1994年
- 機動武鬥傳G鋼彈（波比、少年時期的奇科）
- 蠟筆小新（課長夫人、大利根川峰子、主任、東松山種）
- 幸運超人（不細工代、A 等）
- 忍者亂太郎（磨菇共同副工會長、茶店大嬸、佐武虎若）
- 超時空要塞7（比西達·費斯、北條秋子）
- 咕嚕咕嚕魔法陣（傑保倫）

1995年
- 愛天使傳說（邪魔碰）
- 伊沙米大冒險（貫太郎）
- VR快打（陳）
- 羅密歐的藍天（安東尼奧）

1996年
- 天才寶貝（小學6年級男子A）
- 機動新世紀鋼彈X（德拉索）
- 機械女神J（迪潔兒、夢路）
- 忍者亂太郎（大嬸A）
- 爆走兄弟Let's & Go!!（鷹羽龍）
- 名偵探柯南（浩樹、竹中一美、寺原麻理）
- 宇宙小毛球（毛加球）

1997年
- 蒙面俠蘇洛傳（索多姆）
- 甜心戰士F（カッタークロー）
- 櫻桃子劇場 可吉可吉（次郎）
- 天才小魚郎（風間武藏[10]）
- 尼克斯特戰記EHRGEIZ（日语：ネクスト戦記EHRGEIZ）（肯）
- 爆走兄弟Let's & Go!! WGP（鷹羽龍、派翠西亞·馬約）
- 神奇寶貝（馬志士的雷丘）
- 熱鬥小馬（超級零食）

1998年
- 幸運女神 小不隆咚便利多多（瑪拉、小老鼠）
- 天才小魚郎RV（風間武藏[11]）
- 烏龍派出所（村瀨賢治〈少年時期〉）
- 機械女神J to X（迪潔兒、夢二）
- 爆走兄弟Let's & Go!! MAX（楠大吾、鷹羽龍、班傑明·渡邊）
- LET'S 努普努普（日语：LET'S ぬぷぬぷっ）（壽司貓）

1999年
- 伊索世界（獅子若丸）
- 禦園地！月光假面（[12]）
- 網路安琪兒（魔女）
- 超級娃娃戰士★麗佳公主（水島想太）
- ∀鋼彈（坎薩·卡夫卡）
- HUNTER×HUNTER (1999年版)（金·富力士〈少年時期〉、伊耳謎·揍敵客）
- 仙魔大戰2000（日语：ビックリマン2000）（千舞道士）
- 風雲！戰國時代武將 ～動畫靜岡縣史～（勘太[13]）
- 魔法使俱樂部（中富菜緒子）

2000年
- 櫻花大戰 (TV動畫)（瑪麗亞·橘[14]）
- 咕嚕咕嚕魔法陣‧心跳傳說（傑保倫）
- 遊☆戲☆王 怪獸之決鬥（昆蟲專家羽蛾）
- 名偵探柯南（大林佳央理）

2001年
- 神鵰俠侶（李莫愁[15]）
- 足球小將翼 (平成版)（石崎了）
- NOIR（小李）
- 戰鬥陀螺（火渡凱）

2002年
- 麵包超人（てっかどんまん）
- 無敵戰鬥陀螺（火渡凱）
- 噴嚏大魔王之小呵欠（貓奶奶）

2003年
- 高機動幻想 ～嶄新之行軍歌～（日语：ガンパレード・マーチ 〜新たなる行軍歌〜）（田代香織）
- 魔法少年賈修（傑昂·貝魯（日语：ゼオン・ベルとデュフォー））
- 麵包超人（〈代替〉）
- 獸兵衛忍風帖 龍寶玉篇（寫繪）
- 戰鬥陀螺G（火渡凱）
- 人間交差點（副所長）
- （兔子、初穗女、金太 等）

2004年
- 北方戀曲 ～Diamond Dust Drops～（催馬樂笙子）
- 去吧！墮落三人組（日语：ズッコケ三人組#アニメ『それいけ! ズッコケ三人組』）（八谷良平〈八平〉、八谷一平、八谷良介）

2005年
- 幸運女神（瑪拉）
- 動物橫町（島馬島子）
- Patalliro 西遊記！（日语：パタリロ西遊記!）（紅孩兒）
- 天國之吻（麗莎）
- BECK（佐藤和緒）

2006年
- 幸運女神 各自的羽翼（瑪拉）
- simoun（瓦伍夫）
- 人造昆蟲KABUTOBORG V×V（石田百合江）
- 爆球Hit！轟烈彈珠人（藏木古道）

2007年
- 結界師（花島亞十羅）
- DARKER THAN BLACK -黑之契約者-（阿魯瑪、EPR成員）

2008年
- 淘氣小親親（瑪麗·羅賓斯）
- 花漾明星KIRARIN STAGE3（雪野有紀乃）
- 骷髏13（潘蜜拉）
- 魔法使的條件 ～夏日天空～（白石沙織）

2009年
- 料理偶像（申酉禮子）

2010年
- 江戶盜賊團五葉（姊姊）
- Heartcatch 光之美少女！（莎索麗娜）

2012年
- 聖鬥士星矢Ω（黑暗精靈）
- 哆啦A夢 (水田山葵版)（シャマテ）
- 魔術快斗（愛麗絲）

2013年
- 探險托里蘭托 -千年真寶-（神姬）

2014年
- 金田一少年之事件簿R（鬼澤龍子）
- 蠟筆小新（短指甲龍子〈桶川龍子／代替演出〉[注 2]）
- 星光樂園（大神田凱萊[17]）

2015年
- 星光樂園（黑熊）

2017年
- 偶像時間星光樂園（大神田川巴伐利亞）

2018年
- Fate/EXTRA Last Encore（Rider[18]／法蘭西斯·德瑞克）
- 蒼天之拳 REGENESIS（白狼）
- 甜心戰士 Universe（吉爾黑豹）

2019年
- 名偵探柯南（堂島多津子）
- 粉彩回憶（勇輝）
- KING OF PRISM -Shiny Seven Stars（日语：KING OF PRISM -Shiny Seven Stars-）（十王院千[19]）

2025年
- 全修。（社長）

### 電影動畫
1987年
- 全送給大家了（日语：みんなあげちゃう）（蘭子）

1992年
- 哆啦A夢：大雄與雲之王國（塔卡洛）
- YAWARA！ 上吧！懦怯的孩子們！（高井勝）

1995年
- 麵包超人：麵包超人與快樂的誕生日（日语：それいけ!アンパンマン ゆうれい船をやっつけろ!!#それいけ!アンパンマン アンパンマンとハッピーおたんじょう日）
- Macross Plus MOVIE EDITION（凱特·瑪索）

1996年
- 劇場版 咕嚕咕嚕魔法陣（傑保倫）
- 劇場版 新橙路：接著，那個夏天的開始（安西朱里）

1997年
- 爆走兄弟Let's & Go!! WGP：失控迷你賽車大追蹤！（鷹羽龍）

1998年
- 皮卡丘的歡樂假期（雷丘）

1999年
- MARCO 尋母三千里母（巴布羅）

2000年
- A·LI·CE（日语：A・LI・CE）（卡斯巴[20]）

2001年
- 櫻花大戰 活動寫真（日语：サクラ大戦 活動写真）（瑪麗亞·橘[21]）
- 麵包超人：垃圾獸之星（日语：それいけ!アンパンマン ゴミラの星）（垃圾獸）

2002年
- 戰鬥陀螺 THE MOVIE 激戰！小龍VS大地（火渡凱）
- 名偵探柯南：貝克街的亡靈（瀧澤進也[22]）

2005年
- 劇場版 火影忍者：大激突！夢幻的地底遺跡（（フガイ）

2008年
- Genius Party Beyond（日语：ジーニアス・パーティ#ジーニアス・パーティ・ビヨンド）「GALA」（コオニ）

2009年
- 麵包超人：達旦旦和雙子星（日语：それいけ!アンパンマン だだんだんとふたごの星）（垃圾獸）

2010年
- 你看起來很好吃（Foli〈树懒亞目（Folivora）〉）
- 銀幕意呆利 Axis Powers Paint it, White (塗成白色吧！)（白俄羅斯〈娜塔莎／娜塔莉亞·阿爾洛夫斯卡亞〉）

2013年
- 劇場版 聖☆哥傳（玩具店女店主）

### OVA
1986年
- Wanna-Be's（日语：ウォナビーズ）（堀口）

1990年
- 吹泡糖危機（凱特）

1991年
- 太妹刑事（海槌亞悠巳）

1992年
- 陰陽特搜官（日语：ジョーカー・シリーズ (麻城ゆう・道原かつみ)）
- Hard&Loose ～私立偵探 土岐正造的麻煩記事～（日语：ハード&ルーズ）（少年）

1994年
- 疾風無敵銀堡壘 在銀光的旗幟下（廣）
- 新·甜心戰士（セイレーン）
- 最終幻想（魯修的部下）
- Macross Plus（凱特·瑪索）

1995年
- 機械女神R（夢二）

1996年
- GALL FORCE The Revolution（日语：ガルフォース）
- 地獄堂靈界通信（日语：地獄堂霊界通信）（金森）
- 秀逗魔導士SPECIAL（小孩子、老奶奶）
- 特勤機甲隊 ～OMNI戰紀2540～（哈迪·紐蘭）
- 爆笑吸血鬼（法拉歐）

1997年
- 櫻花大戰 櫻華絢爛（瑪麗亞·橘）
- 機械女神J again（迪潔兒、夢二）

1998年
- 支配者的黃昏 TWILIGHT OF THE DARK MASTER（日语：支配者の黄昏）（茜龍）
- ONE PIECE 打倒！海賊強薩克！（蒙其·D·魯夫）[注 3]

1999年
- 櫻花大戰 轟華絢爛（瑪麗亞·橘）

2002年
- 櫻花大戰 神崎菫 引退紀念（日语：サクラ大戦 神崎すみれ 引退記念 す・み・れ）（瑪麗亞·橘）
- HUNTER×HUNTER (1999年版)（伊耳謎·揍敵客）
- 洛克人 星星的願望（日语：ロックマン 星に願いを）（布魯斯）

2010年
- Hello Kitty的冰雪女王（山賊的女兒）
- Hello Kitty的三隻小豬（噗助）

2012年
- SPY PENGUIN（日语：スパイペンギン）（珍妮、老鼠媽媽）
- 聖☆哥傳（香菸店店主）

### 網路動畫
- 義呆利 Axis Powers（2009年，白俄羅斯／娜塔莎／娜塔莉亞·阿爾洛夫斯卡亞）
- 裝刀凱 The Animation（日语：ソードガイ 装刀凱）（2018年，田中泰子[23]）

### 遊戲
1995年
- 裝甲戰士（日语：サイバーボッツ）（瑪莉·雅）

1996年
- 櫻花大戰（瑪麗亞·橘）
- 聖龍戰記（ジュノーン）[注 4]
- 特勤機甲隊FX（哈迪·紐蘭）
- （源舞由紀）
- 雛鳥的轉化with殼中的小鳥（日语：雛鳥の囀with殻の中の小鳥）（梅爾·艾德斯坦）

1997年
- EVE burst error（日语：EVE burst error）（希莉雅·夫拉特）
- 銀河少女傳說3 LIGHTNING ANGEL（日语：銀河お嬢様伝説ユナ）（黑皇帝·玉鷲）
- 紀（拉爾米·瑞斯塔瑞亞）
- 櫻花大戰 花組對戰方塊（日语：花組対戦コラムス）（瑪麗亞·橘）
- 真說侍魂 武士道烈傳（疾風之鈴音、烈風之飛音）
- 天外魔境 第四默示錄（日语：天外魔境 第四の黙示録）（凱薩琳）

1998年
- 銀河少女傳說 FINAL EDITION（黑皇帝·玉鷲）
- 櫻花大戰2 ～願君平安～（瑪麗亞·橘）
- 新世代機器人戰記（日语：新世代ロボット戦記ブレイブサーガ）（楊察爾王子）

1999年
- 女神戰記（ジェイル／レティシア、的妻子）
- 驚心動魄的奧德賽
- 火魅子傳 ～戀解～（日语：火魅子伝 〜恋解〜）（音羽）

2000年
- 高機動幻想 機甲槍兵（日语：高機動幻想ガンパレードマーチ）（田代香織）
- 櫻桃子劇場 可吉可吉（次郎）
- SCANDAL（日语：スキャンダル (ゲーム)）（北澤沙紀）
- 音速小子大集合（日语：ソニックシャッフル）
- 新世代機器人戰記2（日语：ブレイブサーガ2）（楊察爾王子）
- TVDJ（ウー）

2001年
- 櫻花大戰3 ～巴黎在燃燒嗎～（瑪麗亞·橘）

2002年
- 櫻花大戰4 ～戀愛吧少女～（瑪麗亞·橘）

2003年
- 北方戀曲 ～Diamond Dust Drops～（催馬樂笙子）
- 櫻花大戰 ～熾熱之血～（瑪麗亞·橘）
- 遊☆戲☆王 怪獸之決鬥8 破滅的大邪神（昆蟲專家羽蛾）

2004年
- 魔法少年賈修 友情搭檔作戰（日语：金色のガッシュベル!! 友情タッグバトル）（傑昂·貝魯（日语：ゼオン・ベルとデュフォー））
- 魔法少年賈修!! 友情搭檔火力全開（日语：金色のガッシュベル!! 友情タッグバトル フルパワー）（傑昂·貝魯）
- 魔法少年賈修 激鬥！最強的魔物們（日语：金色のガッシュベル!! 激闘!最強の魔物達）（傑昂·貝魯）
- 魔法少年賈修 友情的電擊2（日语：金色のガッシュベル!! うなれ!友情の電撃2）（傑昂·貝魯）
- 超級機器人大戰GC（日语：スーパーロボット大戦GC）（莉札內·約瑟芬）
- 詹姆士龐德007：誰與爭鋒（日语：James Bond 007: Everything or Nothing）（Serena St. Germaine）[注 5]

2005年
- 魔法少年賈修 友情搭檔作戰2（日语：金色のガッシュベル!! 友情タッグバトル#金色のガッシュベル!! 友情タッグバトル2）（傑昂·貝魯）
- 魔法少年賈修 友情的電撃 Dream Tag Tournament（日语：金色のガッシュベル!! うなれ!友情の電撃 ドリームタッグトーナメント）（傑昂·貝魯）
- 魔法少年賈修 魔鬼對戰（傑昂·貝魯）
- 新世紀勇者大戰（日语：新世紀勇者大戦）（那由他沙織）
- 超級機器人大戰XO（スーパーロボット大戦XO）（莉札內·約瑟芬）

2007年
- SIMOUN（瓦伍夫）
- Heavenly Sword ～玄天神劍～（大蛇）
- Microsoft Flight Simulator X（日语：Microsoft Flight Simulator X）

2008年
- 閃電十一人（栗松鐵平）
- 戲劇性迷宮 櫻花大戰 ～因為有你～（日语：ドラマチックダンジョン サクラ大戦 〜君あるがため〜）（瑪麗亞·橘）

2009年
- 超級機器人大戰NEO（日语：スーパーロボット大戦NEO）（峯崎拳一、田邊久美子）

2010年
- Fate/EXTRA（Rider）

2011年
- InFAMOUS 2（尼克斯）
- 謎惑館 ～隨音逐流～（日语：謎惑館 〜音の間に間に〜）

2012年
- 王國之心3D ［夢降深處］（艾斯梅拉達）

2013年
- 超級機器人大戰Operation Extend（峯崎拳一、田邊久美子）

2015年
- 惡魔獵人4 SPECIAL EDITION（艾奇朵納）[24]
- Fate/Grand Order（法蘭西斯·德瑞克[25]、比利小子[25]）

2016年
- 超級機器人大戰OG THE MOON DWELLERS（莉札內·約瑟芬）
- 遊☆戲☆王 怪獸之決鬥 最強卡片決鬥！（昆蟲專家羽蛾）
- 鎖鏈戰記 ～絆之新大陸～（瑪麗亞·橘[26]）
- 最終幻想XV（六神）

2018年
- Fate/EXTELLA LINK（Rider／法蘭西斯·德瑞克[27]）
- 異塵餘生76（蘿絲、羅莎琳·謝弗里斯）

2019年
- 王國之心III（提雅·達爾瑪）
- 沙加 緋紅恩典 緋色的野望（伊蕾涅[28]）

### 外語配音

#### 演員
卡拉·古奇諾
- 波普先生的企鵝（Amanda Popper）
- 博物館驚魂夜（Rebecca Hutman）
- 小鬼大間諜系列（Ingrid Cortez）
  - 小鬼大間諜
  - 小鬼大間諜2：惡夢島（英语：Spy Kids 2: The Island of Lost Dreams）
  - 小鬼大間諜3：遊戲結束（英语：Spy Kids 3-D: Game Over）
- 守護者（蘿莉·茱彼特／絲魂一世）

海倫娜·博纳姆·卡特
- 怪誕黑家族（Julia Hoffman博士）
- 鬥陣俱樂部（Marla Singer）
- 哈利·波特系列（Bellatrix Lestrange）
  - 哈利波特：死神的聖物Ⅰ
  - 哈利波特：死神的聖物Ⅱ
  - 哈利·波特：混血王子的背叛[29]
  - 哈利·波特：鳳凰會的密令
- 瞞天過海：八面玲瓏（Rose Weil[30]）

拉蒂法女皇
- 我的野蠻網友（英语：Bringing Down the House (film)）（Charlene Morton）
- 芝加哥（Matron "Mama" Morton）
- 劈腿困境（英语：The Dilemma）（Susan Warner）
- 愛在此時（英语：Just Wright）（Leslie Wright）
- 有錢真好（英语：Mad Money (film)）（Mad Money）（Nina Brewster）

#### 電影
- 愛你九週半
- 小鬼特務（英语：Agent Cody Banks）（Ronica Miles〈Angie Harmon〉）
- 異形2（Private Vasquez〈Jenette Goldstein〉）※DVD版。
- 異形4：浴火重生（安琪兒·高〈薇諾娜·瑞德〉）※富士電視台版。
- 成名在望（Sapphire〈Fairuza Balk〉）
- 俏奶媽俱樂部（英语：The Baby-Sitters Club (film)）（Jessi Ramsey〈Zelda Harris〉）
- 浴火赤子情（英语：Backdraft (film)） ※富士電視台版。
- 豆豆先生（凱文·蘭利〈安德魯·勞倫斯（英语：Andrew Lawrence (actor)））※影碟版。
- 舞動人生（Michael Caffrey〈Stuart Wells〉）※BD版。
- 勇敢復仇人（Erica Bain〈Jodie Foster〉）
- 育嬰房（英语：Casa de los Babys）（Leslie〈Lili Taylor〉）
- 挑戰者 (1989年電影)（Carol〈Martin Smith〉）
- 聖誕愛神（英语：Christmas Cupid）（Vivian〈Jackée Harry〉）
- 冷山（Ruby Thewes〈Renée Zellweger〉）※影碟版、Netflix版。
- 非常上訴（英语：Conviction (2010 film)）（Abra Rice〈Minnie Driver〉）
- 風雲時代（英语：Cradle Will Rock）
- 衝擊效應（Shaniqua Johnson〈Loretta Devine〉）
- 人鬼雙胞胎（英语：The Dark Half (film)）（Liz Beaumont〈Amy Madigan〉）※東京電視台版[注 6]。
- 不死殺陣（Kim Mathis〈Tracie Thoms〉）
- 生死格鬥（Tina Armstrong〈Jaime Pressly〉）
- 艾德·伍德（多洛雷斯·富勒〈莎拉·潔西卡·帕克〉）
- 石頭族樂園2：賭城萬歲（英语：The Flintstones in Viva Rock Vegas）（貝蒂·奧沙爾〈珍·考克斯基〉）
- 瘋狂終結者（Betty〈Kathy Griffin〉）
- 瘋狂萬聖夜（英语：Fun Size）（Joy DeSantis〈Chelsea Handler〉）
- 亡命大煞星（英语：The Getaway (1994 film)）（Fran Clinton〈Jennifer Tilly〉）※影碟版。
- 芳心之歌（英语：Grace of My Heart）（Doris Shelley〈Jennifer Leigh Warren〉）
- 鬼入侵（Lili Taylor〈Lili Taylor〉）
- Girls（英语：Girls (1980 film)） ※富士電視台版。
- 搖滾芭比（英语：Hedwig and the Angry Inch (film)）（Yitzhak〈Miriam Shor〉）
- 案藏玄機（英语：High Crimes）（Jackie Grimaldi〈Amanda Peet〉）
- 透明人（Janice Walton〈Mary Randle〉）※朝日電視台版。
- 銀色殺機（Leonore Lemmon〈Robin Tunney〉）
- 終極神鷹（英语：Hudson Hawk）（Almond Joy〈Lorraine Toussaint〉）※日本電視台版。
- 黑色追殺令（英语：The Hunted (1995 film)）（Junko〈夏木麻里〉）
- 捍衛正義（英语：The Hurricane (1999 film)）（Mae Thelma Carter〈Debbi Morgan〉）※朝日電視台版。
- 到底是誰搞的鬼（Karla Wilson〈Brandy Norwood〉）※DVD版。
- 蠢蛋進化論（英语：Idiocracy）（Rita〈Maya Rudolph〉）
- 追殺比爾（Vernita "Copperhead" Green〈Vivica A. Fox〉）
- 天降奇兵（Mina Harker〈Peta Wilson〉）
- 美國小子（英语：Lucas (film)）（CappieAlise〈Courtney Thorne-Smith 飾演〉）※電視播出版[注 7]。
- 酷狗馬馬杜（英语：Marmaduke (film)）（Mazie〈Emma Stone〉）
- 邁阿密風暴（Trudy Joplin〈Naomie Harris〉）※影碟版。
- 巨猩喬揚（英语：Mighty Joe Young (1998 film)）（Cecily Banks〈Regina King〉）※影碟版。
- 麻辣女王（Gracie Hart〈Sandra Bullock〉）※WOWOW版。
- 女魔頭（Aileen Wuornos〈Charlize Theron〉）
- 捉妖記（胖瑩〈吳君如〉）
- 波西傑克森：神火之賊（Dodds老師／Erinyes〈Dodds老師〉）
- 災難水世界2（英语：Piranha II: The Spawning） ※朝日電視台版。
- 神鬼奇航系列（蒂婭·達爾瑪（英语：Tia Dalma）〈娜奧米·哈里斯〉）
  - 神鬼奇航2：加勒比海盜
  - 神鬼奇航3：世界的盡頭[31]
- 愛情逆轉勝（英语：The Rebound）（Laura〈Lynn Whitfield〉）
- 搖滾巨星（英语：Rock Star (2001 film)）
- 六天七夜（英语：Six Days, Seven Nights）（Robin Monroe〈Anne Heche〉）※TBS版。
- 靈魂大捕貼（英语：Soul food (film)）（Ahmad）
- 異魔沼澤（英语：Swamp Devil）（Shelly〈Bronwen Mantel〉）
- 悄悄告訴她（Lidia González〈Rosario Flores〉）
- 終極殺陣系列（Petra〈Emma Wiklund〉）※富士電視台版。
  - 終極殺陣
  - 終極殺陣2（英语：Taxi 2）
  - 終極殺陣3（英语：Taxi 3）
- 美國賤隊：世界警察（Sarah Wong〈Masasa Moyo〉）
- 擋不住的奇蹟（Marguerite〈Rita Wilson〉）
- 寂寞城市（英语：Things You Can Tell Just by Looking at Her）（莉莉〈薇拉莉·葛琳諾〉）
- 魔鬼命令：重返戰場（Maggie〈Kiana Tom〉）
- 下一個就是你（英语：Urban Legend (film)）（Reese Wilson〈Loretta Devine〉）
- 奪命解碼（英语：Vidocq (2001 film)）（Préah〈Inés Sastre〉）
- 野獸冒險樂園（Max的媽媽〈Connie／Catherine Keener〉）
- 鬼擋路2（Kimberly〈Kimberly Caldwell〉）

#### 電視影集
- 艾莉的異想世界（Elaine Vassal〈Jane Krakowski〉）
- 兄弟姐妹（Gabriela〈Sônia Braga〉）
- 芝加哥醫情（Maggie Lockwood〈Marlyne Barrett〉[32]）
- 神探可倫坡（Max Jarrett、Samantha）
- 犯罪心理 (第7季)（Monica Kingston）
- 辯護律師（Betsey Johnson）
- 慾望師奶（Nora Huntington〈Kiersten Warren〉）
- 美女上錯身 (第2季)（Allison Webb）
- 神奇律師（Patti Dellacroix〈Loretta Devine〉）
- 急診室的春天（Sandy〈Lisa Vidal〉）
- 歡樂合唱團（Quinn Fabray的母親）
- 花邊教主（Carol Rhodes）
- 實習醫生（Miranda Bailey〈Chandra Wilson〉）
- 哈莉與法律 (第2季)（Patricia Seabrook法官〈Marianne Jean-Baptiste〉）
- 我是傳說（池花子〈洪智敏〉）
- 尼基塔女郎（英语：La Femme Nikita）（Nikita〈Peta Wilson〉）
- 左右做人難（Lois〈Jane Kaczmarek〉）
- Mentors（英语：Mentors (TV series)）（薩卡加維亞）
- 梅林、聖劍、亞瑟王（英语：Merlin (miniseries)）（Mab女王〈Miranda Richardson〉）
- 疑蹤（英语：Missing (2012 TV series)）（Mary Dresden）
- 重返犯罪現場 (第9季)（Mariam Bawali〈Shohreh Aghdashloo〉）
- 重返犯罪現場：紐奧良 (第2季)（Karen Izzo）
- 護士當家 (第4季)（英语：Nurse Jackie）（Joolz）
- 金剛戰士：Lightspeed Rescue（英语：Power Rangers Lightspeed Rescue）（阿拉庫諾）
- 私人診所（Miranda Bailey〈Chandra Wilson〉）
- 法眼女神探（英语：Sue Thomas: F.B.Eye）（Lucy Dotson〈Enuka Okuma〉）
- V.I.P.（英语：V.I.P.）（Nicky Franco）
- 13號倉庫（Irene Frederick〈C. C. H. Pounder〉）
- 失蹤現場（Franc）

#### 動畫
- 家有阿貴（小芳）
- 貓咪不跳舞（英语：Cats Don't Dance）（Sawyer〈Jasmine Guy〉）
- 愛吃鬼巧達（Ms. Sara Bellum）
- 恰恰特快車（英语：Chuggington）系列（Decka）
- 仙履奇缘（Anastasia Tremaine）※1992年公映版。
- 神偷奶爸系列
  - 神偷奶爸2（Shannon〈Kristen Schaal〉）
  - 小小兵（窗口女性）
- 好家在一起（Lucy Tucci〈Jennifer Lopez〉）
- 放牛吃草（Grace〈Jennifer Tilly〉）
- 鐘樓怪人2：老實鐘的秘密（Esmeralda〈Demi Moore〉）
- 大長今 (2005年電視動畫)（尹令路）
- 馬達加斯加3：歐洲大圍捕（Chantel DuBois警部〈Frances McDormand〉）
- 怪獸電力公司（Celia Mae〈Jennifer Tilly〉）
- 花生漫畫（乒乓）
  - 一個叫查理布朗的男孩（英语：A Boy named Charlie Brown）
  - 史努比，回家吧（英语：Snoopy, Come Home）
- 企鵝與水晶
- 長襪子皮皮 (1997年版)（老師）
- 飛天小女警（Ms. Sara Bellum、Joey、Little Arturo、少年、女、女性市民、母親）
  - 飛天小女警：尬舞大挑戰（Ms. Sara Bellum）
- 唐老鴨新傳（英语：Quack Pack）（Dewey（英语：Huey, Dewey, and Louie）〈Jeannie Elias〉）
- 尋龍使者：拉雅（西蘇（英语：Sisu (Raya and the Last Dragon)）〈奧卡菲娜〉[33]）
- 遊戲空間（英语：ReBoot）（恩佐·馬翠斯）※富士電視台版。
- 辛普森一家（電玩少年）
  - 辛普森一家大電影（納爾遜·芒茨的母親）※劇院公映版。
- 南方公園 (完整未刪節劇場版)（薇諾娜·瑞德〈托迪·E·沃爾特斯〉 等）
- 迷你樂一通（蒙坦拿·馬克斯〈丹尼·庫克西（英语：Danny Cooksey）〉）

### 電影
2011年
- 神音☆物語 ～THE VOICE MAKES A MIRACLE～（日语：神☆ヴォイス）（瑪莉亞媽媽）

### 舞台
- 櫻花大戰 歌謠Show（瑪麗亞·橘）
- 巧克力女孩（KOYA·MAP vol.3，2010年2月10日－2月14日）- 媽媽
- 超級LIVE秀「Double Heroine」（2011年9月22日・24日－26日，品川StellarBall）－艾瑪·傑克遜
- Kounenki-zu 第1回巡迴公演 巢鴨地藏通商店街 喫茶「若草」物語（2012年4月25日－30日）

### 旁白
- 江角真紀子的戀愛科學（日语：江角マキコの恋愛の科学）
- 金のA様×銀のA様（日语：金のA様×銀のA様）
- 目擊！DQN（日语：目撃!ドキュン）

### 廣告
- 熱血最強相關
  - 熱血最強BD-BOX

### 廣播節目
- 高乃麗 Voice-Bee-get！（大阪放送）
- 內的廣播劇「Double Heroine」飾演艾瑪傑克遜（潘朵拉7負責人）（文化放送）

### 廣播劇CD
1993年
- 熱血最強 SAURERS NOTE,3（峯崎拳一、田邊久美子）

1995年
- 洛克人千鈞一髮（拉修）

1996年
- 咕嚕咕嚕魔法陣 廣播劇CD ～原聲廣播劇 把水晶球拿回來！ 這是黑暗中的大陰謀!!～（傑保倫）

1997年
- 花之飛鳥組！外傳（日语：花のあすか組!#ドラマCD外伝）（桐生）

1999年
- 9號殺手（日语：9番目のムサシ#ドラマCD）（篠塚高）

2000年
- 真假茱莉葉 原聲廣播劇CD（2000-2001 Happy CD Box）（天野真琴）[注 8]

2001年
- 真假茱莉葉（天野真琴）

2002年
- 真假茱莉葉 stage II（天野真琴）

2004年
- （八谷良平）

2010年
- 停電少女和羽蟲的管弦樂 -旋律、零。-（緋影）

2013年
- Sound Drama Fate/EXTRA 第一章「月之聖杯戰爭」（Rider）
- 胖嘟嘟游泳社（日语：ぽちゃぽちゃ水泳部）（勝代的奶奶[34]）

### 其它
-  旺文社幼兒用學習教材
- 來玩英語吧（日语：えいごであそぼ）（「島」→「！島」）

## 專輯
- 單曲
  - BORN TO LOVE YOU（1992年12月16日）
  - Le Blanche Elephant（2001年8月15日）
- 專輯
  - OOH,LALA（1994年12月21日）
  - Sound of Silence（1998年9月23日）－「Mrs. Robinson（英语：Mrs. Robinson）」與「美國」歌曲的日語翻唱。
- 小型專輯
  - 天階段（2007年11月30日）

## 腳註

## 外部連結
- URARA LOVE （页面存档备份，存于） （日語）－高乃麗的官方個人網站。
- Uraralavlog （页面存档备份，存于） （日語）－高乃麗的官方個人部落格。
- 高乃麗｜株式會社remax公式官網的聲優簡介 （页面存档备份，存于） （日語）
- 演劇組合『Kounenki-zu』官方網站 （页面存档备份，存于） （日語）
- 折笠愛&高乃麗的話劇組合 Something TWO 「月島藍調」 （页面存档备份，存于）公式官網 （日語）